# San Esteban (Honduras)
San Esteban es un municipio del departamento de Olancho en la República de Honduras.

## Toponimia
Su nombre fue puesto en honor de fray Esteban Verdelete, un misionero que colaboró en la evangelización del pueblo.

## Límites
Es el quinto municipio más grande de Olancho después de Catacamas, Juticalpa, Gualaco y Dulce Nombre de Culmi. 
| Orientación | Límite                                      |
| ----------- | ------------------------------------------- |
| Norte       | Municipio de Bonito Oriental, Colón         |
| Norte       | Municipio de Iriona, Colón                  |
| Sur         | Municipio de Catacamas, Olancho             |
| Este        | Municipio de Dulce Nombre de Culmí, Olancho |
| Oeste       | Municipio de Gualaco, Olancho               |

Su cabecera está situada en la parte más alta del Valle Agalta, cruzado por el Río Grande de Agalta.

## Historia
En 1808, fue fundada, atribuyendo su creación a fray José Antonio y Goicoechea, procedente de Guatemala, siendo un lugar poblado de indios (Payas).

## División Política
Aldeas: 24 (2021)
Caseríos:
| Código | Aldea                  |
| ------ | ---------------------- |
| 151701 | San Esteban            |
| 151702 | Agua Blanca            |
| 151703 | Carnizuelar            |
| 151704 | Conquire               |
| 151705 | Coronado               |
| 151706 | Corral Viejo           |
| 151707 | El Aguacate            |
| 151708 | El Ciruelo             |
| 151709 | El Limonal             |
| 151710 | El Ocote               |
| 151711 | El Quebrachal          |
| 151712 | El Tunal               |
| 151713 | La Concepción          |
| 151714 | Las Manzanas           |
| 151715 | Las Trojas             |
| 151716 | Moreno                 |
| 151717 | Río Abajo              |
| 151718 | San Agustín Abajo      |
| 151719 | San Martín             |
| 151720 | Santa María            |
| 151721 | Santa María del Carbón |
| 151722 | Toro Muerto            |
| 151723 | El Rosario             |
| 151724 | Dos Ríos               |